# أندي هولمز (مجدف)
أندي هولمز (بالإنجليزية: Andy Holmes) (و. 1959 – 2010 م) هو مجدف، وشخصية أعمال بريطاني، ولد في لندن، شارك في Rowing at the 1984 Summer Olympics – Men's coxed four ‏، وRowing at the 1988 Summer Olympics – Men's coxless pair ‏، وRowing at the 1988 Summer Olympics – Men's coxed pair ‏، توفي في لندن، عن عمر يناهز 51 عاماً، بسبب مرض معد.

## التعليم
تعلم في Latymer Upper School ‏
.

## جوائز
حصل على جوائز منها:

عضو رتبة الإمبراطورية البريطانية

## روابط خارجية
- أندي هولمز على موقع الاتحاد الدولي للتجديف (الإنجليزية)
- أندي هولمز على موقع اللجنة الأولمبية الدولية (الإنجليزية)
- أندي هولمز على موقع أوليمبيديا (الإنجليزية)
- أندي هولمز على موقع اللجنة الأولمبية البريطانية (الإنجليزية)
- أندي هولمز على موقع اتحاد ألعاب الكومنولث (مؤرشف) (الإنجليزية)